# Schlößlmühle
Die Schlößlmühle ist ein Ortsteil des Marktes Kinding im oberbayerischen Landkreis Eichstätt.

## Lage
Die Einöde liegt im Talgrund der Anlauter in der Gemarkung Enkering an der Staatsstraße 2228 zwischen Enkering im Nordosten und Schafhausermühle im Westen auf 390 m Meereshöhe.

## Geschichte
Südlich der Mühle wurden Funde aus der Hallstattzeit gemacht. Die Mühle gehörte im Mittelalter zum „Schlößl“ (Festes Haus), dem Sitz der Marschalle von Eibwang. 1802 ist sie als Säge genannt; diese stellte 1918 ihren Betrieb ein. 1912 wohnten hier 11 Menschen. Die doppelbögige, aus dem 19. Jahrhundert stammende Brücke über die Anlauter wurde 1983 für einen Wasserwirtschaftlichen Lehrpfad im Fränkischen Freilandmuseum Bad Windsheim aus Jurakalkstein originalgetreu nachgebaut. Durch die Einöde führt der Anlautertal-Radwanderweg.

## Sehenswürdigkeiten
- Maria-Hilf-Kapelle, Anfang des 19. Jahrhunderts erbaut, mit Marienbild und Statuen der Eichstätter Diözesanheiligen Willibald und Walburga, 2001 renoviert